# Abba – The Tribute
Abba – The Tribute var en svensk hyllningsgala för att fira Abba:s 30-årsjubileum. Galan ägde rum i Globen i Stockholm med tre föreställningar 22-24 augusti 2002. En rad olika svenska och utländska artister framförde Abba-låtar ackompanjerade av Göteborgs Symfoniker under ledning av Anders Eljas. Galan sändes senare i SVT.

## Medverkande artister och låtarna de tolkade[4]
- Friends - Bang-a-boomerang, Fernando, Gimme! Gimme! Gimme!
- Thomas Di Leva - The Winner Takes It All
- Jan Johansen / Meja (beroende på föreställning) - Take a Chance on Me
- Jessica Folcker - The Name of the Game (ABBA-trumslagarna Ola Brunkert, Per Lindvall och Roger Palm spelar trummor under låten)[5]
- Barbara Hendricks - I Have a Dream
- Peter Jöback - Eagle
- Méndez - Hole in Your Soul
- Mikael Rickfors och Mats Ronander - Does Your Mother Know
- Mikael Rickfors, Mats Ronander och Jane Kitto - Summer Night City, On and On and On
- Alcazar och Magnus Carlsson- As Good as New
- Magnus Carlsson - Under Attack
- Charlotte Perrelli (dåvarande Nilsson) - My love my life
- Charlotte Perrelli (dåvarande Nilsson) och Magnus Carlsson - Waterloo
- Afro-Dite - Ring ring, Voulez-Vous
- Eldkvarn - Chiquitita, Honey, Honey, Hasta Mañana
- Eskobar - Knowing Me, Knowing You
- Paralive - Mamma Mia
- La Gaylia - Money, Money, Money
- La Gaylia, Jessica Folcker och Charlotte Perrelli (dåvarande Nilsson) - Dancing Queen
- Dionne Warwick - SOS, Thank You for the Music (samtliga övriga artister ansluter under låten)